# Ordine della Gloria Nazionale
L'Ordine della Gloria Nazionale è un ordine di Taiwan.
L'Ordine è stato fondato l'8 novembre 1937 e dispone della classe di Gran Cordone.

## Insegne
- Il nastro è rosso con bordi giallo.